# Rutandet delfin
Den rutandede delfin (Steno bredanensis) er en relativt stor delfin, der findes i dybe  tropiske, subtropiske og varmt tempererede havområder over hele jorden. Det er den eneste art i slægten Steno.

## Navn
Slægtsnavnet Steno stammer fra græsk og betyder 'smal', og hentyder til det smalle næb, der er en af de definerende træk ved denne art. Det danske navn hentyder til de små furer på langs af delfinens tænder.

## Beskrivelse
Det mest markante træk ved denne art er dens smalle næb der går gradvist over i det kegleformede hoved, det vil sige uden en brat overgang som hos andre delfiner, der har et tydeligt markeret næb. Den kan forveksles med langnæbbet delfin, clymenedelfin, pantropisk og atlantisk plettet delfin samt øresvin.
Læberne, halsen og bugen er lyserød-hvid. Flankerne er lysegrå og ryggen samt rygfinnen er mørkere grå. Delfinen har som udvokset en længde på 2,1 til 2,6 m og vejer 100 til 150 kg.
Arten er meget social. En flok tæller normalt 10 til 20 individer, men kan blive op til flere hundrede individer. De rider ikke så ofte på skibenes bovbølge som andre delfiner.

## Udbredelse
Udbredelsen af den rutandede delfin er dårligt kendt. Det meste af forskningen er foregået i det østlige Stillehav hvor man estimerer en population på 145.000 individer. Der har været adskillige rapporter fra andre varme have, som regel pga. bifangst. Et ukendt antal findes i Middelhavet, Atlanterhavet og Caribien, det Indiske Ocean samt det øvrige Stillehav. De fleste observationer er gjort på dybt vand, langt fra kontinentalsoklen.

## Beskyttelse og forvaltning
Arten er ikke direkte truet af menneskelige aktiviteter. Nogle få individer bliver harpuneret af bl.a. japanske fiskere. Andre bliver ofre for bifangst og drivnet. Især fanges de tilfældigt af tunfiskere.